# オー・ヘンリーハウス
オー・ヘンリーハウス（William Sidney Porter House もしくは O. Henry House）は、テキサス州オースティン市の歴史的建造物である。
オー・ヘンリーのペンネームで知られるウィリアム・シドニー・ポーターが、1893年から1895年までここに住んだ。オー・ヘンリーハウスは、1973年6月18日にアメリカ合衆国国家歴史登録財に登録された。ハウスは、今日ではオー・ヘンリー博物館として知られている。この小さな家は、建築学的にはアメリカ合衆国ではアン女王様式（イーストレイク様式）と呼ばれているものである。家は1886年に建てられ、1893年から1895年までの間、ウィリアム・シドニー・ポーターに貸されていたものである。ポーターは、ヒューストンに引っ越すまでここに妻アトールと娘マーガレットと一緒に住んでいた。ヒューストンに引っ越してからは、「ヒューストンポスト」紙を舞台にフルタイムで執筆活動に取り組むようになる 。もともと彼の作品は生まれた故郷のノース・カロライナ州に絡んだものが多かったが、その後、彼の作品の中の42編が、テキサス州に関連している。
家は、倉庫を建設するために解体が決まる1930年まで、貸家として使われていた。保存運動が起きて、家はオースティン市に寄贈され、元々あったイースト・フォースストリート308から、現在のイースト・フィフス・ストリート409に移された。建物は修復され、1934年に博物館として開館した。
入れ替え展示される展示物の中には、ポーターの使っていた家具や持ち物などが含まれている。建物は1994-95年に屋根の改修、1934年には失われていたレンガ造りの煙突などがつけられるなど、往時の面影を再現している。

## 参考資料
- Texas Historical Commission Atlas - Porter, William Sidney, House
- O. Henry Museum
- Museum Info